# Jiangyou
Jiangyou (江油 ; pinyin : Jiāngyóu) est une ville de la province du Sichuan en Chine. C'est une ville-district placée sous la juridiction de la ville-préfecture de Mianyang.

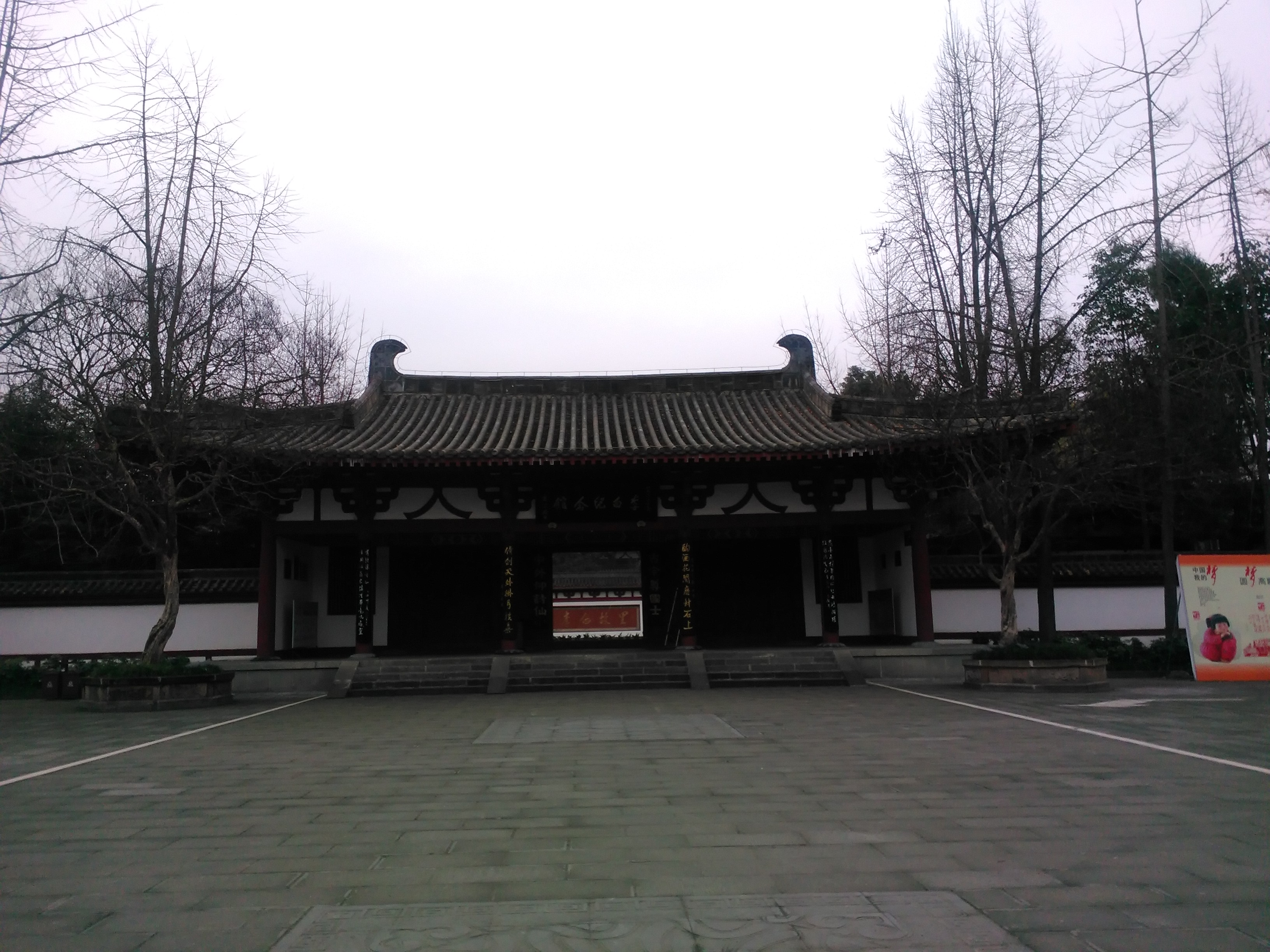
Salle commémorative Li Bai à Jiangyou

## Démographie
La population du district était de 869 268 habitants en 1999.